# كفر تلبانة
قرية كفر تلبانة هي إحدى القرى التابعة لمركز المنصورة في محافظة الدقهلية في جمهورية مصر العربية. حسب إحصاءات سنة 2006، بلغ إجمالي السكان في كفر تلبانة 820 نسمة، منهم 402 رجل و418 امرأة.

## التاريخ
قرية كفر تلبانة من القرى القديمة، حيث وردت باسم «الشرقانة»وتعرف أيضًا باسم «حصة بني عدي» في أعمال الدقهلية والمرتاحية ضمن قرى الروك الناصري التي أحصاها ابن الجيعان في كتاب «التحفة السنية بأسماء البلاد المصرية»، وقال ابن الجيعان أنها من كفور تلبانة عدي. وفي العصر العثماني وردت باسم «الشرقانة» في التربيع العثماني الذي أجراه الوالي العثماني سليمان باشا الخادم في عصر السلطان العثماني سليمان القانوني ضمن قرى ولاية الدقهلية، وفي تاريخ 1228هـ/1813م الذي عدّ قرى مصر بعد المسح الذي قام به محمد علي باشا باسم «كفر تلبانة» ضمن قرى مديرية الدقهلية.